# Cnaeus Cornelius Lentulus Marcellinus
Cnaeus Cornelius Lentulus Marcellinus, római politikus, szónok. Édesapját, Publiust adoptálták a patriciusi származású Cornelius Lentulusok közé, azonban vér szerint a plebeius Claudiusok közé tartozott (apja, Marcus Claudius Marcellus Marius és Lucius Julius Caesar tisztje volt).
Cnaeus első említése Kr. e. 70-ből származik, amikor is vehemensen védelmezte a kiszipolyozott szicíliaiak ügyét a korrupt kormányzó, Verres ügyében. Ezután Kr. e. 61-ben találkozunk vele ismét, amikor is támogatta rokonát, Lucius Cornelius Lentulus Crus Clodius elleni vádját a Bona Dea-ünnepség megszentségtelenítésével kapcsolatban. Kr. e. 59-ben praetor volt, és elnökölt Caius Antonius Hybrida, Cicero praetor- és consultársa perében. A következő évben Syria provincia helytartója lett, és mintegy két évig igazgatta a tartományt. Elsősorban a nomád arabok portyázásai ellen kellett felvennie a harcot. Kr. e. 57-ben tért haza, és meg is választották consulnak a következő évre Lucius Marcius Philippusszal együtt. Még hivatalba lépése előtt jó szolgálatot tett a száműzetésből visszatérő Cicero számára, és sikeresen agitált a szónok elkobzott vagyonának visszaszolgáltatásáért.
Kr. e. 56-os consuli évében merev ellenállást tanúsított Clodius és Caius Cato néptribunusok által elindított erőszakhullámnak, amivel kiérdemelte Cicero dicséretét: a politikust az általa valaha látott consulok legjobbikának nevezte. Marcellinus egyúttal igyekezett gátat szabni az ambiciózus Pompeius törekvéseinek, és sikeresen megakadályozta, hogy hadsereg élén vonulhasson Egyiptomba Ptolemaiosz Neosz Dionüszosz Aulétész hatalmát restaurálni. Ezen túlmenően később is mindig Pompeius ellen szónokolt mind a senatus, mind a népgyűlés előtt. Fellépésével feltehetően hozzájárult ahhoz, hogy ellenfele is csatlakozzon Marcus Licinius Crassushoz és Caius Julius Caesarhoz az első triumvirátusban.
Consuli éve után Marcellusról nem hallunk többé. Tudjuk róla, hogy az epulones papi collegiumának volt tagja. Cicero dicsérte ékesszólását.